# Melastomataceae
Melastomaceae (Juss., 1789), note anche come Melastomatacee, sono una famiglia di piante appartenenti all'ordine Myrtales, dalla distribuzione prevalentemente tropicale. Dopo le Myrtaceae, sono la più ampia suddivisione all'interno di quest'ordine, comprendendo 175 generi, per un totale di oltre 5100 specie. Sono erbe annuali o perenni, arbusti o piccoli alberi.
Alcune specie, come  Clidemia hirta, Tibouchina semidecandra e Miconia calvescens sono considerate specie invasive una volta naturalizzate in ambienti tropicali e subtropicali al di fuori del loro normale habitat.
Nel sistema di classificazione APG III, i sette generi delle Memecylaceae sono stati inclusi in questa famiglia.
Alcune specie (Tococa spp.) sono note come piante mirmecofile, cioè piante che hanno sviluppato un rapporto di associazione mutualistica con colonie di formiche.

## Tassonomia
La famiglia comprende i seguenti generi: